# Licuala taynguyensis
Licuala taynguyensis là loài thực vật có hoa thuộc họ Arecaceae. Loài này được Barfod & Borchs. mô tả khoa học đầu tiên năm 2000.